# Спирин, Николай Александрович
Никола́й Алекса́ндрович Спи́рин (15 января 1882, Калиш — 4 октября 1938, Селифонтово) — русский и советский архитектор, автор здания Российского академического театра драмы им. Ф. Волкова в Ярославле.
Родился 15 января 1882 года в Калише в семье кадрового военного. Окончил Московское училище живописи, ваяния и зодчества в 1907 году со званием классного художника архитектуры, продолжил обучение на скульптурном отделении училища. В 1906—1908 годах работал в Москве помощником участкового архитектора. В 1909 году выиграл объявленный Московским архитектурным обществом конкурс на проект перестройки театра имени Ф. Волкова в Ярославле (председатель жюри Ф. О. Шехтель) и в 1909−1911 годах руководил постройкой театра по своему проекту. После постройки театра вернулся в Москву. В 1914 году перестроил здание «кино-паласа» под театр (Большая Ордынка, 69). В 1917—1919 годах работал хранителем дома-музея Л. Н. Толстого и жил при нём. В 1918 году работал районным архитектором в Строительном отделе Совета районных дум Москвы. В 1920-х — 1930-х годах жил по адресу: улица Остоженка, 37.
В начале 1930-х годов работал в архитектурно-художественном совете Архитектурно-планировочного управления Моссовета. В 1933 году был обвинён в антисоветской агитации и ненависти к власти, арестован и на три года сослан в Рыбинск. После отбывания ссылки остался работать архитектором в проектном бюро Рыбинского горкомхоза. В феврале 1938 года был повторно арестован по делу о шпионаже и по приговору Военной коллегии Верховного суда СССР расстрелян 4 октября 1938 года. Похоронен на расстрельном полигоне близ деревни Селифонтово. Посмертно реабилитирован в 1958 году.

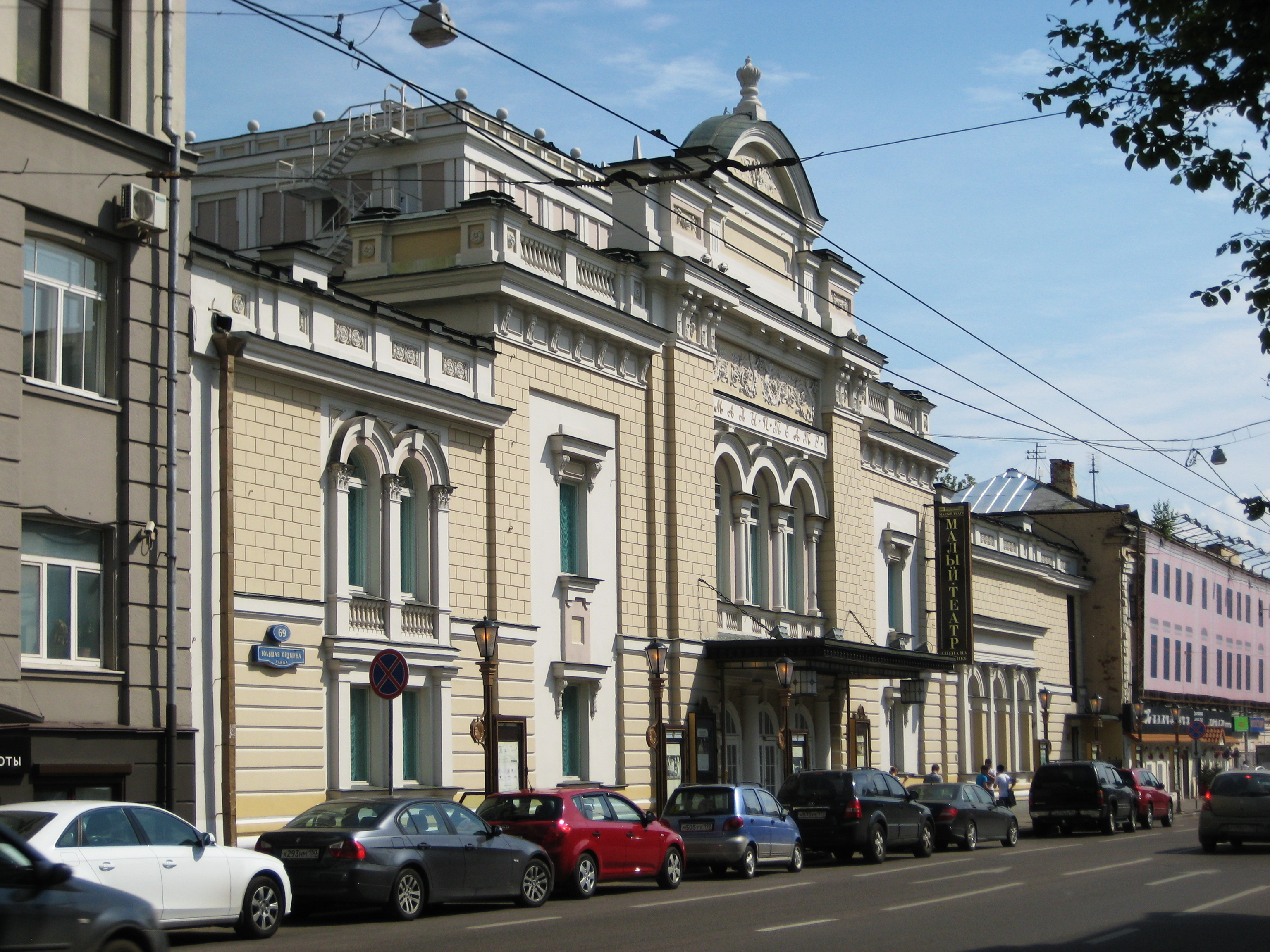
Кино-палас на Ордынке, ныне филиал Малого театра